# ثاناسيس سكورتوبولوس
ثاناسيس سكورتوبولوس (باليونانية: Θανάσης Σκουρτόπουλος)‏ مواليد 23 مايو 1965 في أثينا، هو مدرب كرة سلة يوناني ولاعب سابق. يدرب في الدوري اليوناني لكرة السلة.

## الإنجازات
- كأس اليونان لكرة السلة: (2001)
- الدوري اليوناني لكرة السلة: (2002)